# Anders Högström
Anders Högström, född 1975, boende i Karlskrona, är en före detta ledande svensk nazist, senare i livet pingstvän och även urban exploration-utövare som driver Facebook-sidan Free Solo.

## Politisk verksamhet
Anders Högström var under mitten av 1990-talet medgrundare och ledare för organisationen Nationalsocialistisk front (NSF) innan han i december 1999 hoppade av posten och sedermera tog avstånd från nazismen. Högström hade varit med om att ombilda NSF till ett parti år 1994 och behöll även en tid efter avhoppet sina högerextrema värderingar.
Efter avhoppet började Högström engagera sig för ungdomar med problem genom projektet Exit i Motala. Han blev bekant med tv-personligheten Alice Bah Kuhnke, som gjorde ett reportage med honom för Uppdrag Granskning år 2000. Han försonades även med kommunalrådet Björn Fries med vilken NSF hade haft en långtgående konflikt. De spelade bland annat golf tillsammans.
Efter avhoppet gick Högström med i Socialdemokraterna men lämnade sedan partiet och gick med i Moderaterna.
Högström fick senare kritik för att han tillsammans med styrelsen för Exit i Motala införskaffade ett gym till ett värde av 25 000 kronor och en roddbåt till ett värde av 39 000 kronor. Roddbåten övertogs senare av Högström själv när Exit gick i konkurs. Högström åtalades 2007 för häleri sedan han försökt sälja stöldgods. Stulna antikviteter hittades också i hans bostad. Högström friades senare från alla anklagelser om stöld och häleri. I augusti 2007 dömdes Högström för dopingbrott.
År 2010 uppmärksammades Högström igen, då han häktades misstänkt för anstiftan av stölden av Arbeit Macht Frei-skylten från koncentrationslägret Auschwitz. Han nekade dock till anklagelserna. Den 11 mars 2010 beslutade Stockholms tingsrätt att Högström skulle utlämnas till Polen för att där ställas inför rätta och i november 2010 åtalades Högström. Enligt åklagaren Janusz Hnatko erkände de tre huvudmisstänkta, Högström själv och två polska deltagare, och Högström dömdes i december 2010 till två år och åtta månaders fängelse. I en bok om hans liv från 2020 erkände han stölden, och menade att motivet bakom brottet var pengar.
Under fängelsevistelsen i Polen blev Högström kristen. År 2016 anslöt han sig till de kurdiska peshmerga-styrkorna, tillsammans med en grupp västerlänningar, för att strida mot Islamiska Staten i norra Irak.

## Urban exploration
Högström har enligt egen utsago sedan tonåren sysslat med olika former av urban exploration, genom extrem klättring på hög höjd och utforskande av stängda utrymmen såsom bunkrar och gruvor. Han driver sidan Free Solo på Facebook för att dela bilder och filmer från olika platser, i Sverige och andra delar av världen. Free Solo har (2023) 47 000 följare.

### Felaktiv användning av videoklipp
Under hösten 2023 uppmärksammades Högström på nytt med anledning av videoklipp som spridits från en av hans expeditioner i en svensk bunker. I klippet, som laddades upp på bland annat på sidan Free Solo på Facebook redan 2022, utforskas ett gammalt svensk bunkersystem från tiden för kalla kriget. Detta videomaterial kom att återanvändas i samband med kriget i Gaza som inleddes i slutet av 2023, omklippt tillsammans med falska påståenden om att materialet föreställde underjordiska tunnlar tillhörande rörelsen Hamas. I samband med detta deltog Högström i intervjuer som klargjorde att det var hans videomaterial och att Hamas inte hade något med dess tillkomst att göra.